# Giuseppe Biava
Giuseppe Biava (né le 8 mai 1977 à Seriate, dans la province de Bergame, en Lombardie) est un footballeur italien, défenseur, formé à l'Albinese Calcio.

## Palmarès

### avec Albinoleffe
- 2002 : Coupe d'Italie de Série C

### avec Palerme
- 2004 : Champion de Série B

### avec la Lazio Rome
- 2013 : Coupe d'Italie

## Parcours d'entraîneur
- 2022-fév. 2023 :  Unione Calcio AlbinoLeffe